# Engaeus phyllocercus
Engaeus phyllocercus é uma espécie de crustáceo da família Parastacidae.
É endémica da Austrália.